# Anthrax distigma
Anthrax distigma är en tvåvingeart som beskrevs av Christian Rudolph Wilhelm Wiedemann 1828. Anthrax distigma ingår i släktet Anthrax och familjen svävflugor. Inga underarter finns listade i Catalogue of Life.